# Ivan Mikhaïlovitch Berezoutski
Pour les articles homonymes, voir Berezoutski.
Ivan Mikhaïlovitch Berezoutski (en russe : Иван Михайлович Березуцкий) est un aviateur soviétique, né le 13 novembre 1918 et mort le 22 février 2000. Pilote de chasse et As de la Seconde Guerre mondiale, il fut distingué par le titre de Héros de l'Union soviétique.

## Carrière
Ivan Berezoutski  est né le 13 novembre 1918 dans le village de à Seliviorstovo (Селивёрстово), dans l'actuel kraï de l'Altaï. Il apprit à piloter en 1938 à l'aéroclub civil de Biïsk, avant de poursuivre une formation d'instructeurs de vol civil. En 1940, il s'engagea dans les rangs de l'Armée rouge et suivit les cours de l'École militaire de l'Air de Tchkalov.
Officier, il fut muté, en juillet 1942, dans une unité du front : le 169.IAP, qui devait être rebaptisée en mars 1943 63.GuIAP (régiment de chasse aérienne de la Garde). Il devait être engagé dès ses débuts dans la bataille de Stalingrad et dans l'offensive sur Kalinine.
Ivan Berezoutski participa ensuite, entre autres combats, à la bataille de Koursk, en juillet 1943, au cours de laquelle il abattit au moins un appareil allemand, puis servit successivement sur les fronts de Briansk, de la Baltique et de Biélorussie. À la mi-1944, élevé au grade de major (commandant) il avait déjà pris part à plus de 200 missions de guerre et obtenu 15 victoires homologuées. Il termina la guerre en mai 1945 à la tête de son unité, le 63.GuIAP, dont on lui avait donné le commandement.
Après la Seconde Guerre mondiale, il poursuivit sa carrière au sein des forces aériennes soviétiques et fut diplômé de l'académie des forces aériennes en 1955. Il prit sa retraite, comme polkovnik (colonel) en 1969. Il est décédé le 22 février 2000 à Joukovski.

## Palmarès et décorations

### Palmarès
Ivan Berezoutski fut crédité de 19 victoires homologuées, toutes individuelles, obtenues au cours de plus de 223 missions de combat et 73 combats aériens.

### Décorations
- Héros de l'Union soviétique le 23 février 1945 (médaille no 5335) ;
- Ordre de Lénine ;
- Trois fois décoré de l'ordre du Drapeau rouge ;
- Ordre de la Guerre patriotique de 1re et 2e classe ;
- Ordre de l'Étoile rouge.